# Psychiatrische Krise
Psychiatrische Krise und psychiatrischer Notfall sind akute Krankheitsbilder in der Psychiatrie.
Der psychiatrische Notfall ist häufig durch eine psychiatrische Krankheit bedingt. In der Regel besteht Lebensgefahr oder die Möglichkeit schwerwiegender Folgen, was ein unmittelbares Eingreifen und eine sofortige, symptomorientierte Therapie erfordert, um dem Betroffenen zu helfen. Eine andere Definition des psychiatrischen Notfalls ist eine Situation, in der eine psychische Symptomatik dominiert, ohne dass primär Erkrankungen aus anderen Fachdisziplinen erkennbar oder nachweisbar sind. Die wichtigsten Notfälle sind Erregungs- und Angstzustände, Suizidalität, Bewusstseinsstörung, Entzugssyndrome und Kataton-stuporöse Zustände.
Bei der psychiatrischen Krise steht weniger die vitale Gefährdung im Vordergrund. Sie ist vielmehr vom Zusammenbrechen der individuellen Bewältigungsstrategien des Patienten durch Krankheits- und Umgebungsbedingungen gekennzeichnet. Es ist eine psychiatrische Krisenintervention notwendig.
Die häufigsten Gründe für die Behandlungsnotwendigkeit psychiatrischer Notfälle und Krisen sind Auswirkungen einer bestehenden psychiatrischen Erkrankung (ca. 60 %), soziale Konflikte (25 %), Alkoholmissbrauch (23 %), „seelische Krisen“ (23 %) sowie versuchter Suizid (17 %) bzw. bestehende Gefährdung (13 %).